# AC Ajaccio
AC Ajaccio är en fotbollsklubb från Ajaccio på ön Korsika i Frankrike.

## Spelartruppen

### Truppen 2023/2024
| Nr | Land            | Pos | Namn                      |
| -- | --------------- | --- | ------------------------- |
| 1  | Frankrike       | MV  | Mathieu Michel            |
| 2  | Luxemburg       | F   | Maxime Chanot             |
| 3  | Frankrike       | F   | Stephen Quemper           |
| 4  | Frankrike       | MF  | Mickaël Barreto           |
| 5  | Frankrike       | F   | Clément Vidal             |
| 6  | Frankrike       | MF  | Thomas Mangani            |
| 7  | Frankrike       | MF  | Riad Nouri                |
| 9  | Tunisien        | A   | Yoann Touzghar            |
| 10 | Frankrike       | MF  | Valentin Jacob            |
| 11 | Elfenbenskusten | A   | Ben Hamed Touré           |
| 14 | Burkina Faso    | A   | Cyrille Bayala            |
| 16 | Frankrike       | MV  | François-Joseph Sollacaro |
| 17 | Frankrike       | A   | Everson Junior            |
| 18 | Frankrike       | A   | Christopher Ibayi         |

| Nr | Land       | Pos | Namn                            |
| -- | ---------- | --- | ------------------------------- |
| 19 | Australien | A   | Al Hassan Toure                 |
| 20 | Komorerna  | MF  | Mohamed Youssouf                |
| 21 | Guadeloupe | F   | Cédric Avinel                   |
| 22 | Frankrike  | A   | Moussa Soumano                  |
| 25 | Frankrike  | F   | Julien Benhaim                  |
| 26 | Frankrike  | MF  | Tim Jabol-Folcarelli            |
| 27 | Frankrike  | F   | Thibault Campanini              |
| 29 | Marocko    | MF  | Hamza Sakhi                     |
| 30 | Frankrike  | MV  | Ghjuvanni Quilichini            |
| 31 | Rumänien   | F   | Tony Strata                     |
| 35 | Algeriet   | F   | Anthony Khelifa                 |
| 37 | Algeriet   | MF  | Mehdi Puch-Herrantz             |
| 39 | Frankrike  | F   | Salomon Abergel                 |
| 44 | Frankrike  | F   | Josué Escartin (lån från Brest) |